# Ферајна (Козенца)
Ферајна је насеље у Италији у округу Козенца, региону Калабрија.
Према процени из 2011. у насељу је живело 29 становника. Насеље се налази на надморској висини од 110 м.